# Alstroemeria polpaicana
Alstroemeria polpaicana är en alströmeriaväxtart som beskrevs av Pierfelice Ravenna. Alstroemeria polpaicana ingår i släktet alströmerior, och familjen alströmeriaväxter. Inga underarter finns listade i Catalogue of Life.